# Андрей Лекарски
Андрей Крумов Лекарски е български скулптор и художник, който представя множество изложби в чужбина.

## Биография
Той е син на Крум Лекарски, известен с постиженията си в конната езда. Още на 13-годишна възраст Андрей Лекарски е изпратен да учи в Москва, където продава и първата си творба. През 1953 – 1959 г. е стипендиант в Средното художествено училище „Суриков“ в Москва, където се дипломира със златен медал. След това се мести в Художествената академия в София. През 1962 г. художникът заминава за Париж, където е приет като студент в Парижката художествена академия. След това завършва паралелно и училище по кинорежисура в Париж.